# Meukow
Meukow ist eine Cognac-Marke.

## Geschichte
1862 reisten Karl und August Meukow (aus Schlesien) im Auftrag des russischen Zaren in die Charente, um Cognac auszusuchen. In Frankreich gründeten sie noch im selben Jahr das Cognac-Haus Meukow.
Seit 1969 gehört Meukow zur Compagnie de Guyenne, einem Firmenverbund in Familienbesitz.
Seit 1995 ist der Panther das Erkennungszeichen der Nobelmarke.

## Zitat
In seinem Gedicht Winterflug 1929 schrieb Joachim Ringelnatz:
Ich hätte gar zu gern geraucht
Und einen Meukow mir bestellt
Und eine Frau vor mir gezwickt.